# Церковь Покрова Пресвятой Богородицы (Замошье)
Церковь Покрова Пресвятой Богородицы — православный храм в деревне Замошье Сокольского района Вологодской области, построенный в XVIII веке. Покровская церковь является объектом культурного наследия регионального значения и построена в стиле барокко.

## История храма
В восточной части населённого пункта, деревни Замошье, предположительно в 1764 году на месте старой деревянной церкви была возведена в формах барокко двухэтажная каменная церковь во имя Покрова Пресвятой Богородицы. 
Архивные справки обращают внимание на то, что Замошский храм построен тщанием прихожан, но время строительства неизвестно. В окладной книге 1638 года имеется упоминание о деревянной церкви Покрова Богородицы в Замошье, в вотчине Лопотова монастыря. Колокольня рядом с храмом была построена в 1812 году. В храме было три престола: главный – Покрова Пресвятой Богородицы, а также Преображения Господня, святителя Николая Мириликийского. Внутри здание церкви украшено великолепными росписями с ликами святых. Историки допускают что стены Замошского храма расписывал один из братьев Скрипициных. К приходу относилось 42 деревни и имелось 17 часовен.
После революции 1917 года, в советское время, в 1935 году колокола в Замошье были сброшены, а сам храм закрылся в 1937 году. Были попытки здание взорвать, разрушить тяжёлой техникой, но его мощные вековые стены выстояли. В середине XX века строение использовалось как склад под госсемфонд, была здесь и сушилка картофеля, и склад запчастей для тракторов, в поздние годы советские колхозники даже разместили здесь кузницу.
В 1989 году случился пожар, который возник от удара молнии. В результате стихии обрушился купол на колокольне

## Архитектура
Из двух примыкающих друг к другу разновысоких четвериков состоит основной объём церкви. Западный увенчан пятью декоративными главами, а восточный тремя. С востока к более высокому четверику примыкает граненая апсида, которая также завершается главкой.
В холодном храме, на верхнем уровне фрагментарно сохранилась роспись и живопись.

Роспись храма
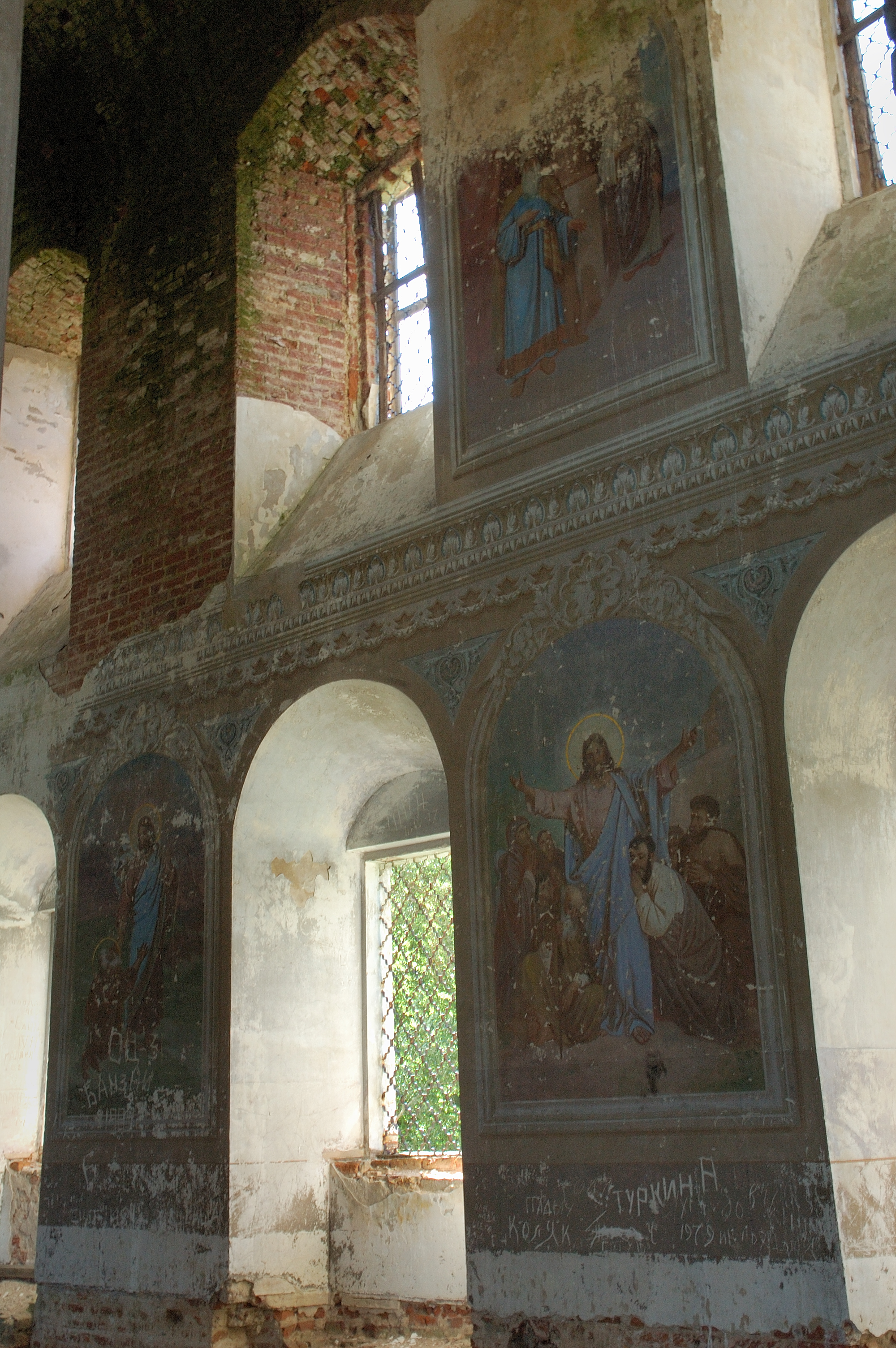
Одна из стен
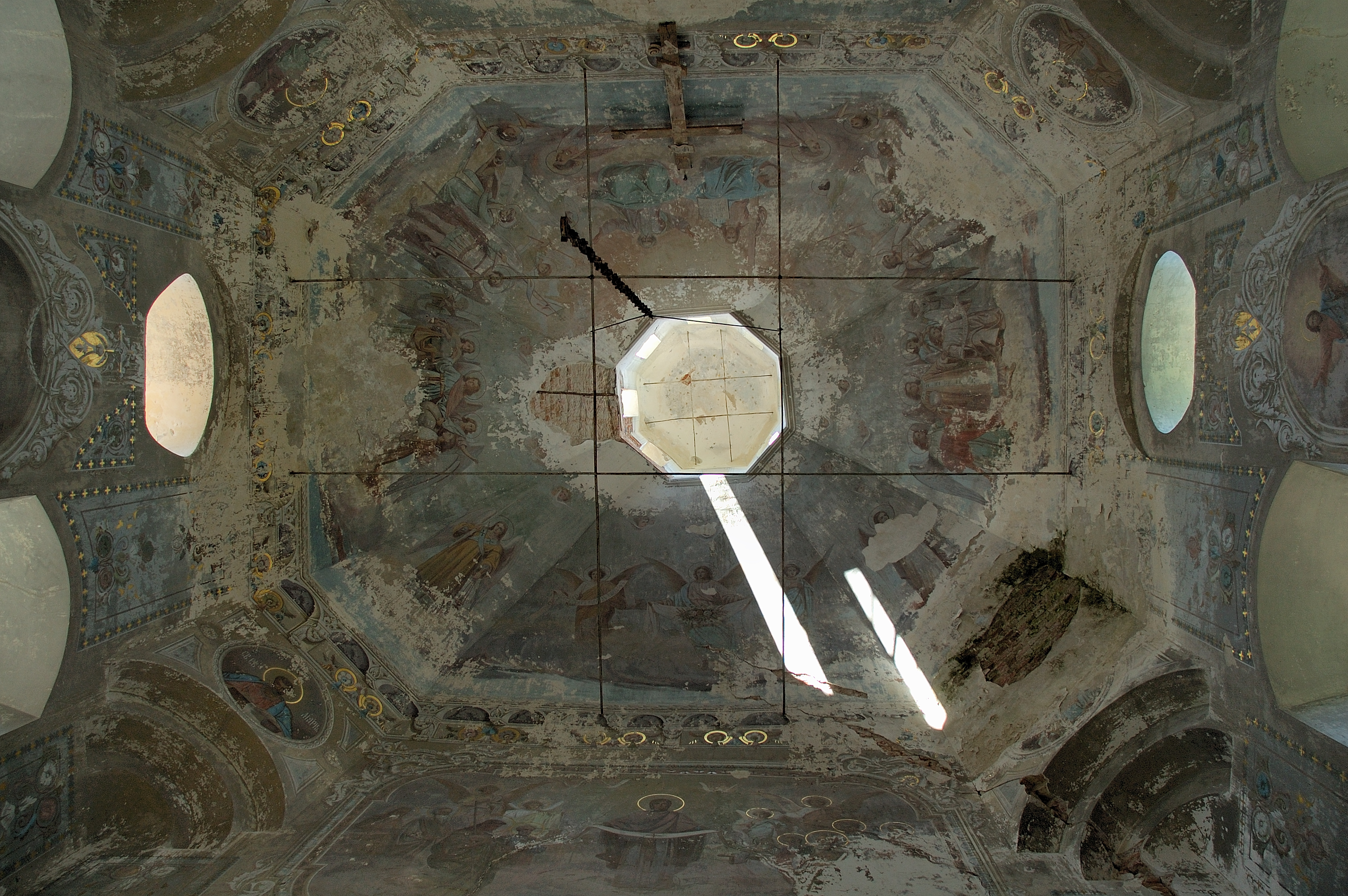
Потолок
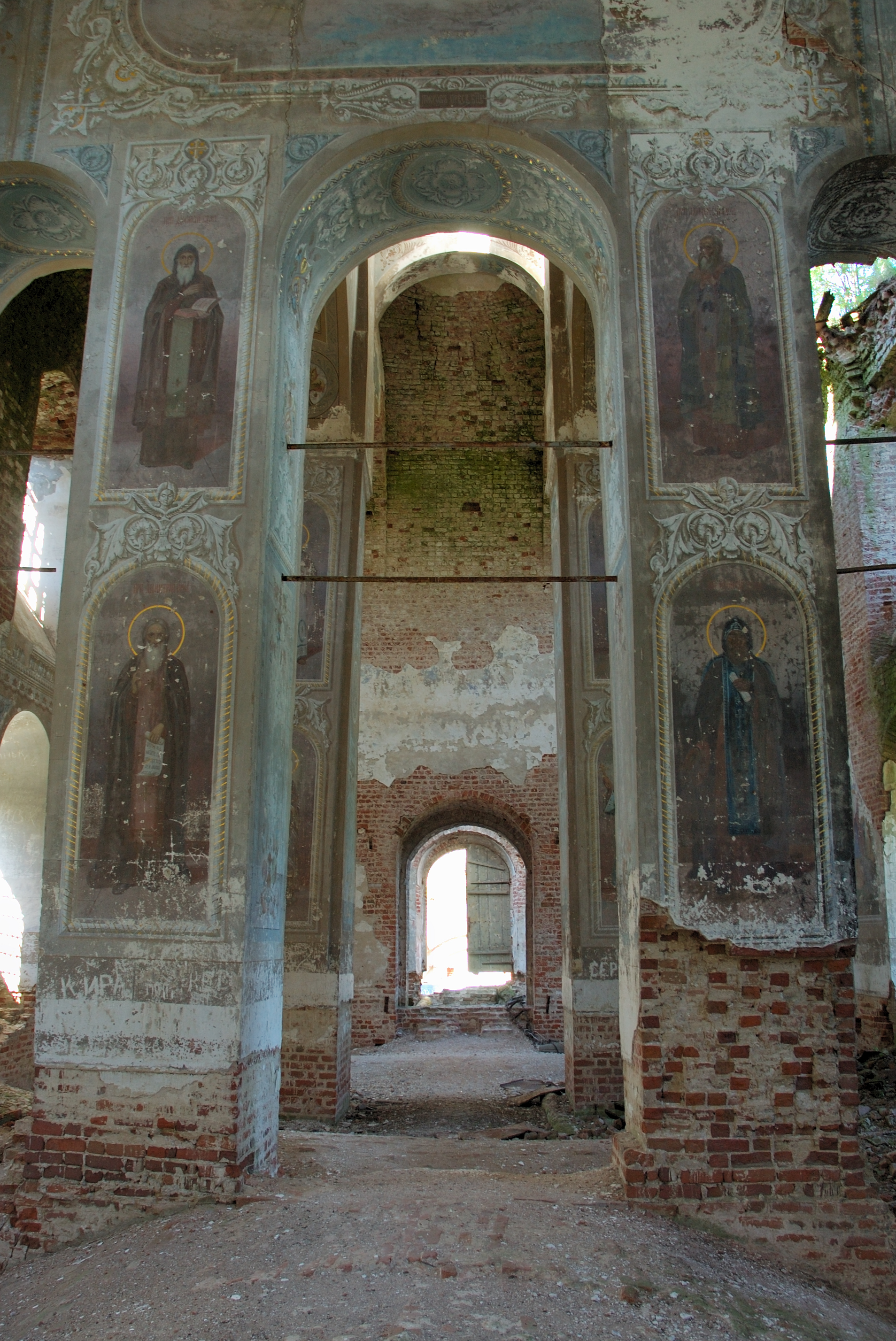
Столпы
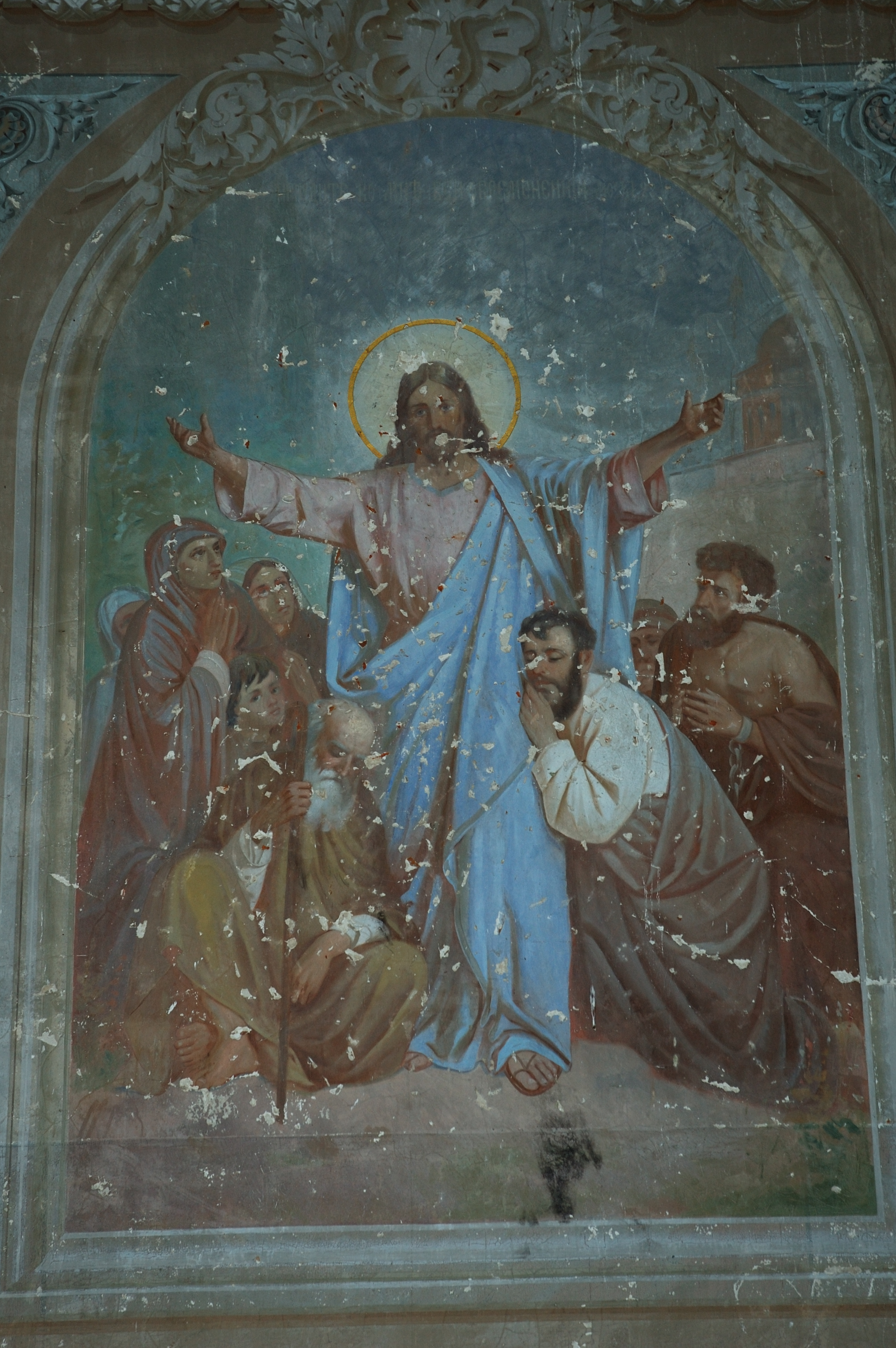
Фреска
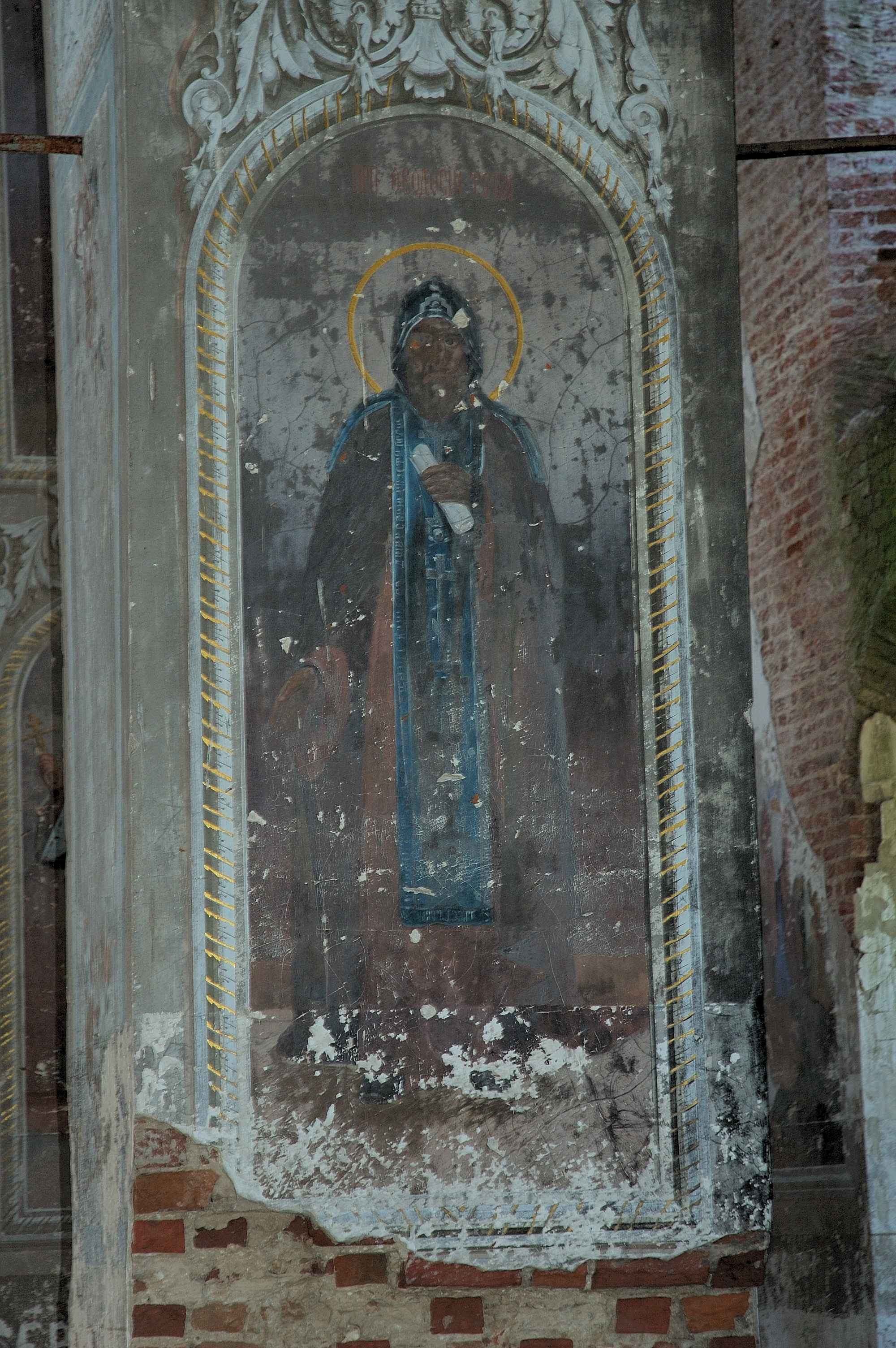
Фрагмент

## Храм сегодня
Спустя многие годы по инициативе Галины Сеничевой здание пытались восстановить. Благодаря неравнодушным людям в храме вновь стали совершаться молебны. В 1992 году в Замошье была зарегистрирована православная община. А историю храма стали исследовать местные краеведы и педагоги общеобразовательных учреждений.
Некоторые специалисты отмечают, что Покровская церковь не имеет прямых аналогов среди памятников подобного типа. Здание представляет собой значительный исторический и художественный интерес, оно является памятником необычной архитектуры и профессионального исполнения живописи XIX века.

Виды храма
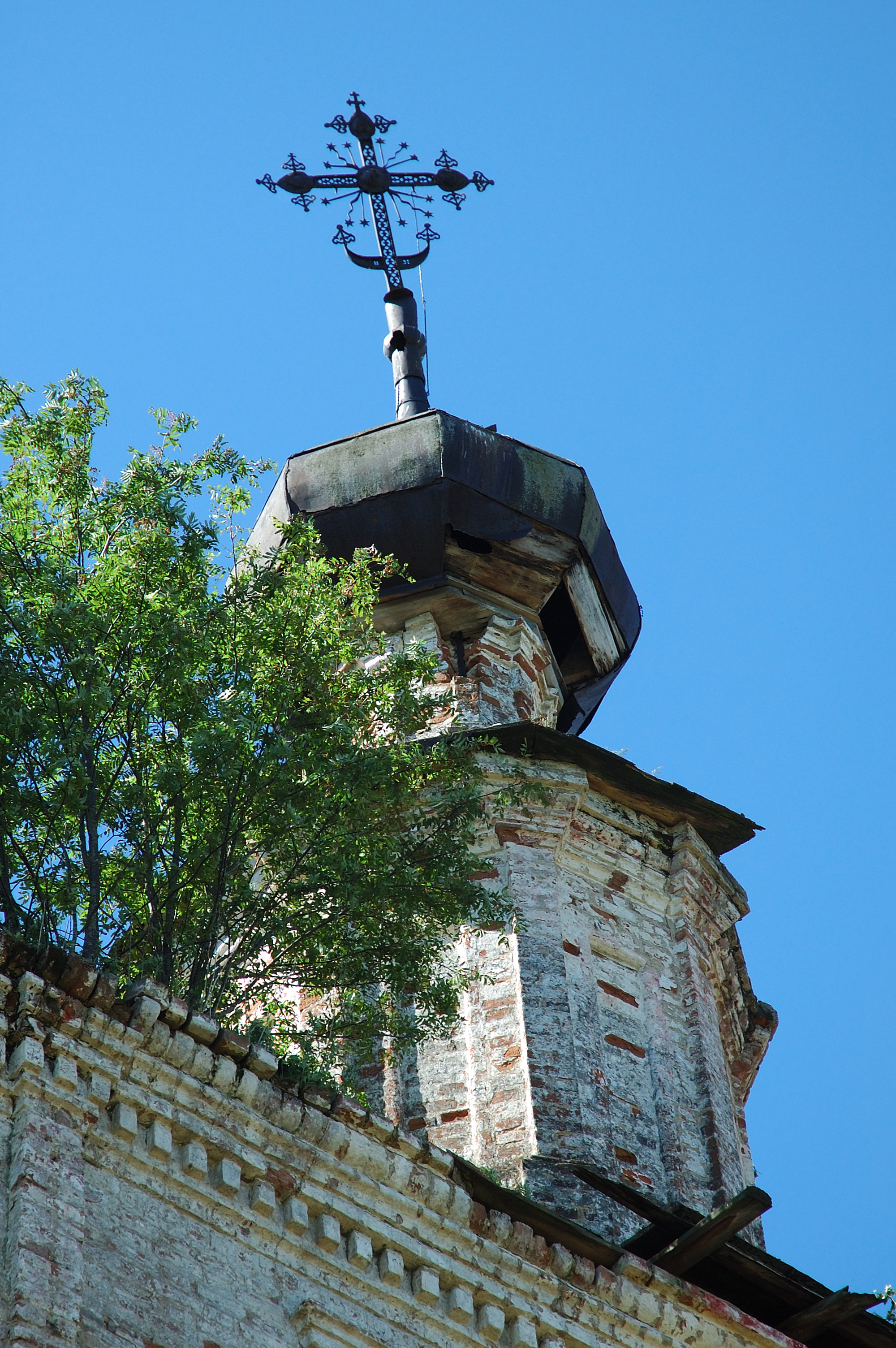
Барабан
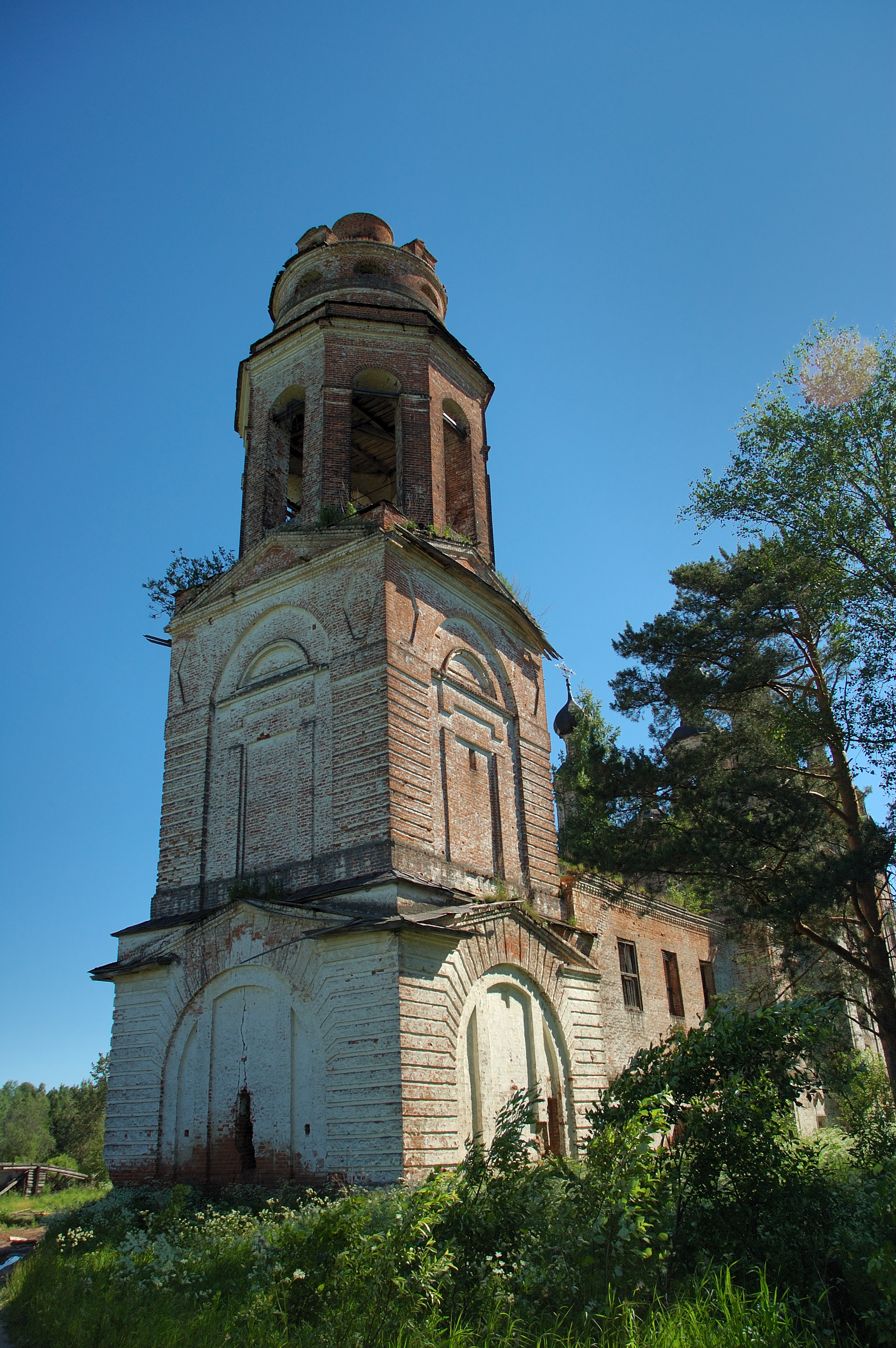
Колокольня
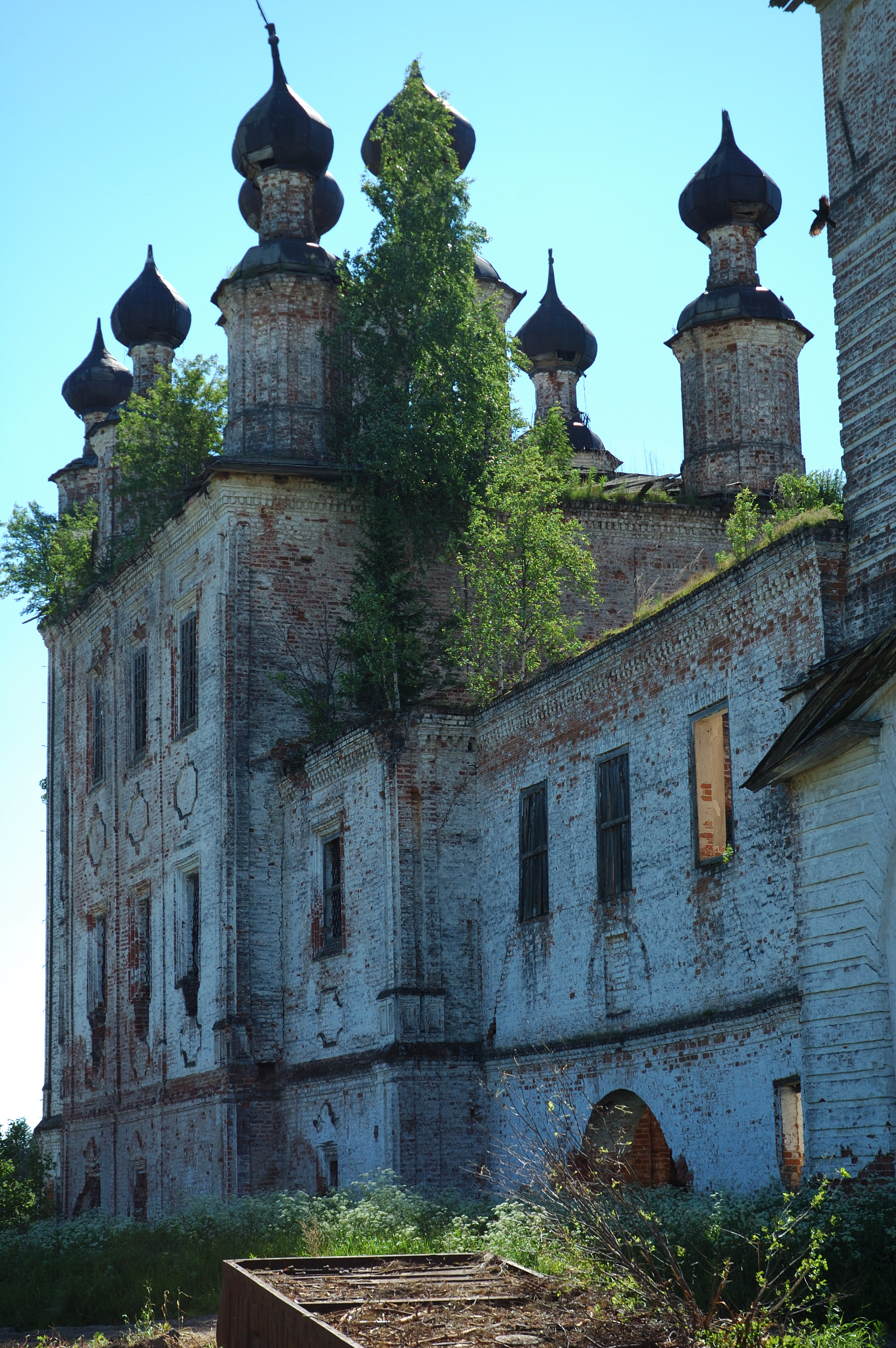
Северный фасад
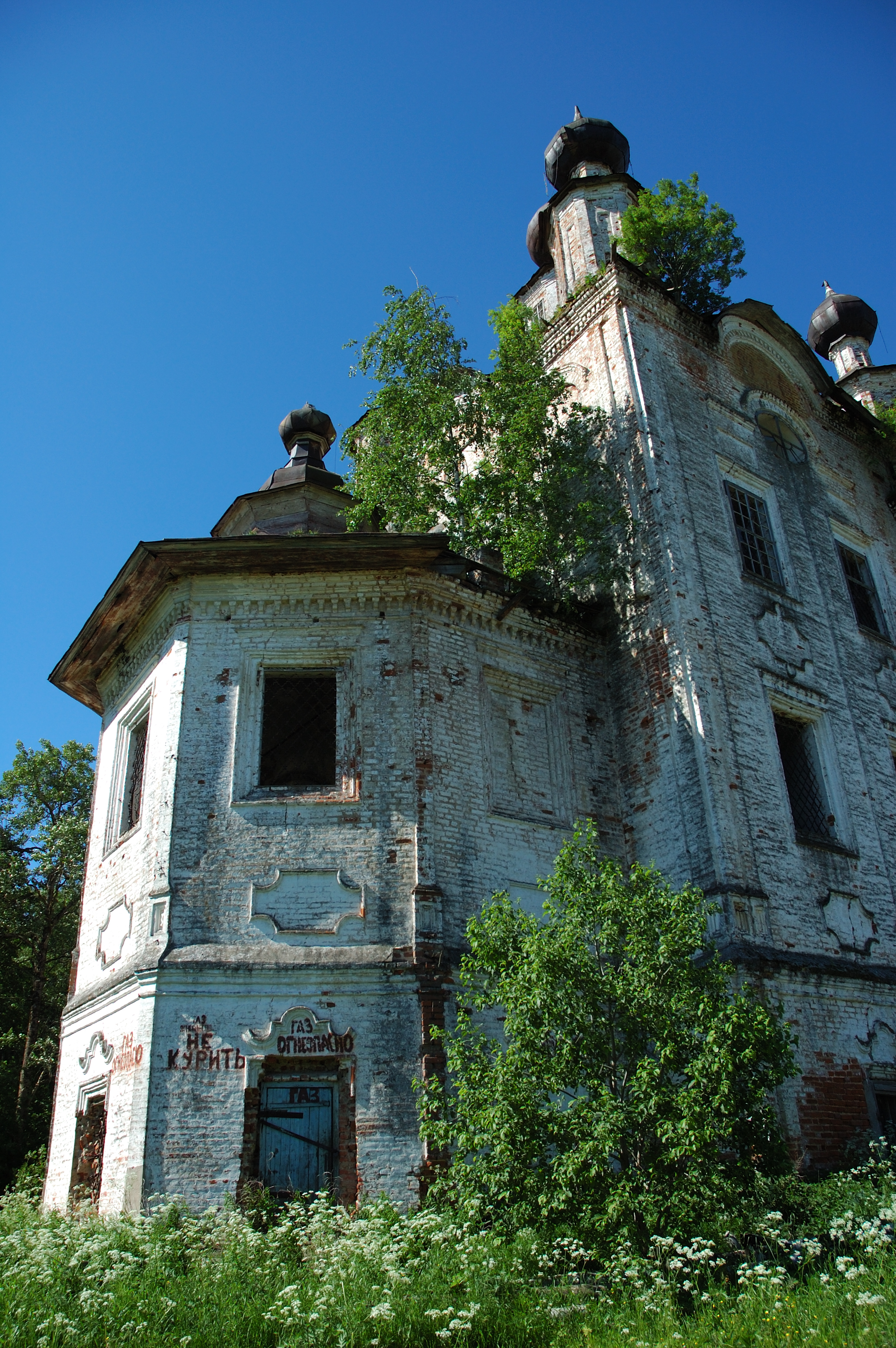
Абсида
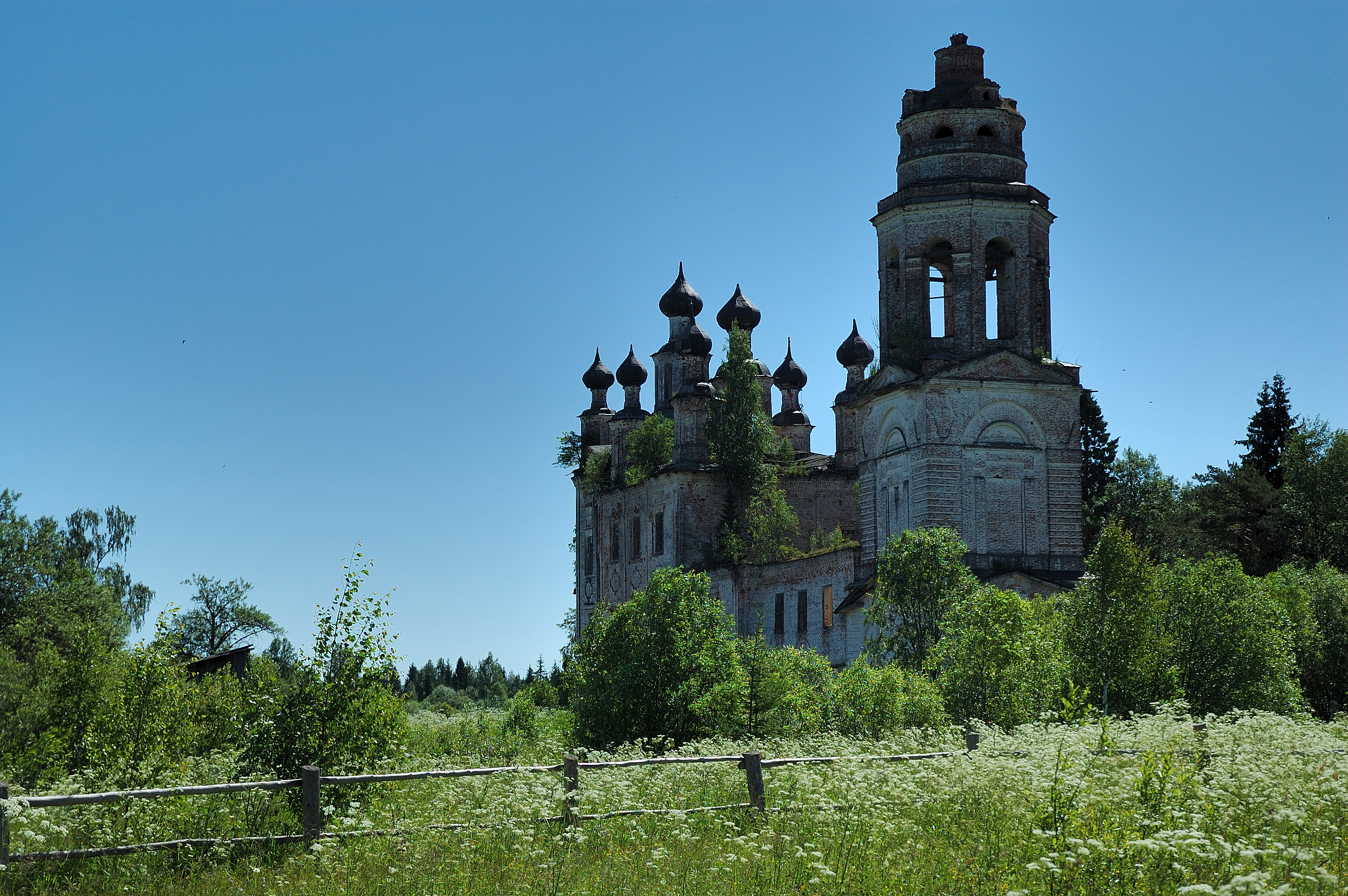
Вид церкви